# Edward Levy-Lawson, 1. Baron Burnham

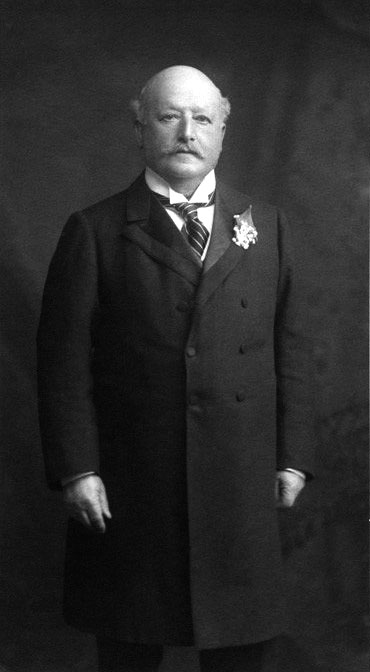
Edward Levy-Lawson (1903)

Edward Levy-Lawson, 1. Baron Burnham KCVO (geborener Levy, * 28. Dezember 1833 in London; † 9. Januar 1916 ebenda) war ein britischer Zeitungsverleger.
Levy-Lawson war der Sohn von Joseph Moses Levy, der 1855 die Zeitung The Daily Telegraph erworben hatte. 1875 wurde ihm gestattet seinen Nachnamen von Levy in Levy-Lawson zu ändern. Er übernahm frühzeitig das Amt des Herausgebers der Zeitung und wurde nach dem Tod seines Vaters im Jahre 1888 auch deren Eigentümer.
Nachdem er bereits 1892 zum Baronet, of Hall Barn in the County of Buckingham, erhoben worden war, wurde ihm 1903 der Titel eines Baron Burnham, of Hall Barn in the Parish of Beaconsfield in the County of Buckingham, verliehen. Er übergab die Zeitung dann seinem Sohn Harry (1862–1933).

## Ehe und Nachkommen
Seit 1862 war er mit Harriette Georgiana Webster († 1897) verheiratet. Mit ihr hatte er drei Kinder:
- Hon. Edith Maude Webster Levy-Lawson († 1937), ⚭ Sir Edward Hulse, 6. Baronet (1859–1903)
- Harry Lawson Webster Levy-Lawson, 1. Viscount Burnham, 2. Baron Burnham (1862–1933)
- William Arnold Webster Levy-Lawson, 3. Baron Burnham (1864–1943)